# 조 블랙의 사랑
조 블랙의 사랑(영어: Meet Joe Black)은 마틴 브레스트가 감독 및 제작하고 브래드 피트, 안소니 홉킨스, 클레어 폴러니가 주연한 1998년작 미국의 로맨틱 판타지 영화이다. 보 골드만(Bo Goldman), 케빈 웨이드(Kevin Wade), 론 오스본(Ron Osborn) 및 제프 레노(Jeff Reno)의 각본은 1934년 영화 명절에 나타난 저승사자(Death Takes a Holiday)를 기반으로 한다.
1994년 영화 <가을의 전설> 이후 안소니 홉킨스와 브래드 피트가 두 번째로 콤비를 이루어 만든 작품이기도 하다. 이 영화는 전세계에서 1억 4천 3백만 달러의 매출을 올린 작품으로 비평가들의 리뷰를 받았다.

## 줄거리
빌 패리시는 인생의 황금기에 접어들었으나 회사 합병 문제와 가족 관계에 대한 고민으로 복잡한 나날을 보낸다. 그의 65번째 생일을 맞아 장녀 앨리슨이 파티를 준비하고, 막내딸 수잔은 회사 이사회 멤버 드류와 결혼을 앞두고 있다. 그러나 빌은 수잔이 드류와 결혼하는 것이 그녀에게 진정한 사랑이 아니라고 생각하며 결혼을 미루길 권한다. 어느 날, 빌은 자신에게 다가온 이상한 존재와 마주한다. 그 정체는 ‘죽음’이며, 죽음은 빌의 육체를 빌려 지상에서 시간을 함께 보내고 싶다고 제안한다. 자신을 ‘조 블랙’이라 소개한 죽음은 인간 세계의 일상과 감정을 배우며 빌의 삶에 서서히 스며든다. 
한편, 빌의 회사에서는 권력 다툼이 벌어진다. 빌이 점점 이상한 행동을 보이자 이사회 멤버 드류는 이를 틈타 회사를 빼앗으려는 음모를 꾸민다. 조와 가까워진 수잔은 그가 평범한 사람이 아님을 느끼지만 점점 조에게 끌리게 된다. 조 역시 인간의 삶과 사랑, 고통에 대해 깊이 고민한다. 생일 파티가 다가오는 가운데 빌은 가족들과 작별 인사를 나누며 삶의 의미와 사랑의 진실을 되새긴다. 조는 수잔을 살리기 위해 자신이 해야 할 일을 결심하고, 드류의 음모를 폭로해 빌이 회사 권한을 되찾도록 돕는다.  
마지막 장면에서 조는 본래 모습인 죽음으로 돌아가 수잔과 함께 새로운 길을 걷기 시작한다. 빌과 가족들은 사랑과 삶, 죽음의 의미를 깊이 느끼며 이야기는 감동적으로 마무리된다.  

## 출연

### 주연
- 브래드 피트 - 조 블랙 역

- 안소니 홉킨스 - 윌리엄 패리쉬 역
- 클레어 폴라니 - 수잔 패리쉬 역

### 조연
- 제이크 웨버 - 드류 역
- 마샤 게이 하든 - 앨리슨 패리쉬 역
- 제프리 탬버 - 퀸스 역
- 데이비드 S. 하워드

## 기타
- 공동제작: 데이비드 J. 월리
- 협력프로듀서: 셀리아 D. 코스타스
- 미술: 단테 페레티
- 의상: 오드 브론슨 하워드
- 의상: 데이빗 C. 로빈슨

## 같이 보기
- 여인의 향기 (Scent of a Woman, 보 골드만 각본)
- 이즈라엘 카마카위올레 (사운드트랙 - Somewhere Over The Rainbow / What A Wonderful World)

## 참고
- "Death Takes a Holiday (1934)". Toronto Film Society. October 21, 2014. Retrieved June 22, 2015